# Indosuchus raptorius
Indosuchus raptorius (Indosuchus, "crocodil indi") és un gènere representat per una única espècie de dinosaure teròpode abelisàurid, que va viure en el Cretaci superior (fa aproximadament 70 milions d'anys, en el Maastrichtià), al territori que actualment és l'Índia.

## Descripció
L'Indosuchus era un teròpode de grandària mitjana d'uns 6,00 metres de longitud i 2,20 d'altura amb un pes de 600 a 1.200 kgs. Tenia braços diminuts, al cap tenia protuberàncies però de menor grandària que altres abelisàurids, i unes crestes petites damunt dels ulls, semblants a les de l'al·losaure.

## Descobriment
Únicament es descobriren dents i fragments d'un crani però van bastar per a indicar que es tractava d'un carnívor.

## Sistemàtica
El 1978, Shankar Chatterjee el va incloure entre els tiranosàurids com un membre primitiu d'aquesta família. Posteriorment, el 1988, Eric Buffetaut, Patrick Mechón i Annie Mechin-Salessy ho van classificar com un abelisàurid.